# Московско-Виндаво-Рыбинская железная дорога
Моско́вско-Винда́во-Ры́бинская желе́зная доро́га — частная железнодорожная компания в Российской империи, строившая и эксплуатировавшая железнодорожные линии и инфраструктуру на северо-западе страны, на территории современных государств: России, Беларуси, Латвии. Движение открыто в 1870 году.

## История

### Рыбинско-Бологовская железная дорога
В районе Рыбинска в XIX веке заканчивался глубоководный путь с низовьев Волги, поэтому в городе происходила перегрузка товаров и хлебных грузов на небольшие суда, которые могли перемещаться по Мариинской, Тихвинской и Вышневолоцкой водным системам, соединяющим Волгу с Балтикой и Санкт-Петербургом. До Октябрьской революции Рыбинск — крупнейший центр торговли зерном. Во время навигации через Рыбинскую биржу проходил 1 млн пудов хлеба. В 1867 году Россия увеличила в 25 раз продажу зерна на европейском рынке. Весь поток грузов из Рыбинска шёл по трём водным системам. Долгий водный путь с использованием бурлаков, плоскодонок и туеров иногда приводил к порче товара, случались разбойничьи нападения на грузы с товаром. Это не устраивало рыбинское купечество, которое к этому времени располагало значительными капиталами.
Предложения о необходимости постройки железной дороги до Рыбинска поступали императору Николаю I после сооружения Царскосельской железной дороги. В январе 1839 года император поручил главноуправляющему путями сообщения Карлу Толю подготовить соображения по поводу строительства железной дороги Санкт-Петербург — Рыбинск. В подготовленном весной того же года докладе Толь доказывал нецелесообразность строительства данной дороги, ссылаясь на меньшую в сравнении с железной дорогой стоимость перевозки грузов существующим водным транспортом по данному маршруту.
Рыбинские купцы Николай Журавлёв (1810—1872) и Павел Щербаков (1806—1866) в апреле 1857 года обратились в Департамент железных дорог Министерства путей сообщения Российской империи с прошением о строительстве железной дороги до Санкт-Петербурга. Прошение было рассмотрено, в ответ получено разрешение произвести изыскания между Рыбинском и Николаевской железной дорогой. 28 февраля (12 марта)  1858 года учредители образованного общества железной дороги представили новые условия — прежние были отклонены, а 17 мая — проект, смету и устав акционерного общества, которое должно было строить однопутную дорогу. Протяжённость линии была спланирована в 299 км, пропускная способность — 330 тыс. т (20 млн пудов) в год, 558 вагонов в сутки. Капитал определили в 18 млн рублей серебром. 22 мая (3 июня)  1858 года эти условия были отклонены. Переписка рыбинских купцов с министерством продолжалась до января 1861 года, но окончательного соглашения достигнуто не было, так как сущность требований учредителей состояла в подчинении интересов Николаевской железной дороги в пользу Рыбинской железной дороги и государственное софинансирование строительства. 11 (23) сентября 1862 года Комитет министров признал, что Рыбинской дороге, как дороге местного значения, гарантии давать не следует и что правительству лучше свободные средства направить на Южную железную дорогу. 21 сентября (3 октября)  1862 года Александр II утвердил это решение.
В 1867—1868 годах в правительство поступило несколько заявок от разных соискателей на строительство железной дороги. В марте 1867 года поступило предложение соорудить железную дорогу Рыбинск — Санкт-Петербург длиной 560 км. Стоимость строительства была оценена в 39,4 млн рублей и, помимо разрешения на строительство, просилась и государственная гарантия дохода в 5 % на этот капитал. В ответе Комитета железных дорог, утверждённом императором в июне того же года, не было возражений против сооружения дороги, но было отказано в получении государственной гарантии. Также было рекомендовано вести дорогу не напрямую в Петербург, а к одной из станций Николаевской железной дороги для удешевления строительства. В августе 1867 года было предложено строительство линии Рыбинск — Тверь длиной 230 км и стоимостью 15 млн рублей. В октябре того же года поступило предложение о железной дороге Рыбинск — Бологое длиной 297 км и стоимостью постройки 19 млн рублей. Оно исходило от общества, выступавшего с подобным предложением с 1857 года. В январе 1868 года поступила заявка на сооружение линии длиной 443 км и стоимостью 35 млн от Любца, находившегося близ Череповца, до Санкт-Петербурга. Также в апреле этого года было предложение о постройке железной дороги Рыбинск — Осеченка длиной 256 км и стоимостью 16,5 млн рублей. После предварительного рассмотрения заявок осталось два кандидата: с предложением линии на Бологое у одного, и на строительство линии на Осеченку у другого. В ходе конкурса между двумя оставшимися кандидатами, право на концессию на Рыбинско — Осеченскую железную дорогу получил гвардии полковник А. А. Киреев и Ко (компания). Он согласился на строительство без субсидий со стороны государства, а его соперник предлагал, что бы правительство приобрело акций железной дороги на 2,4 млн рублей. Решение было утверждено Александром II 12 (24) июля 1868 года.
Работы начались 19 сентября (1 октября)  1868 года. Строить железную дорогу пригласили зарубежную фирму «М. и А. Левстам и К». Уже 19 (31) октября 1868 года учредители Общества обратились с прошением изменить направление на Бологое вместо Осеченки. Это ходатайство было мотивировано сокращением пути к Санкт-Петербургу следовательно, уменьшением стоимости перевозки и возможностью в случае загромождения станции Бологое передавать грузы следующие в Петербург, на Вышневолоцкую систему на реке Мста, которую пересекала бы железная дорога. Вышневолоцкое городское общество со своей стороны ходатайствовало о направлении дороги на Вышний Волочёк. 29 января (10 февраля)  1869 года было согласовано направление дороги на Бологое, а также был утвержден устав «Общества Рыбинско — Бологовской железной дороги». Срок владения дорогой назначался в 85 лет, капитал Общества определялся в 19,3 млн руб. в виде акций. Биржевой комитет акционерного общества находился в Рыбинске на Крестовой улице и в Санкт-Петербурге.
В сентябре 1869 года началась укладка рельсов, которая была завершена в апреле следующего года, и было открыто служебное движение на всём протяжении дороги. Для постоянного движения железная дорога была официально открыта 4 (16) июня 1870 года. При этом постоянные мосты через Волгу, Мологу и Волчину ещё не были достроены и использовались временные. Строительство данных мостов было завершено к концу 1871 года. Железная дорога диной 299 км была построена с отсыпанным полотном под два пути, также под два пути были сооружены опоры мостов. При этом верхнее строение пути было уложено в один путь. Наименьший радиус кривых в поворотах был 640 м, максимальный продольный уклон — 8 ‰. На линии было сооружено 2 станции II класса, 3 станции III класса, и 6 станций IV класса. В 1873 году для перегрузки товаров на Волге была построена новая пристань и железнодорожная ветка длиной 2,5 км до неё.
Рельсы и оборудование для железнодорожных мастерских были заказаны в Германии, на заводах Круппа. Вагоны были изготовлены на Русско-Балтийском заводе в Риге. Металлические фермы крупных мостов изготовлялись во Франции.
Правление «Общества Рыбинско — Бологовской железной дороги» до 1901 года находилось в Рыбинске, а после переехало в Санкт-Петербург. Правление Общества в 1893 году заключило договор с «Товариществом нефтяного производства Братья Нобель» о строительстве под Рыбинском резервуаров для хранения нефтепродуктов. Склады для нефтепродуктов располагались на берегу Волги, и между ними и рекой были проложены железнодорожные пути (сооружена Копаевская ветвь длиной 7 верст). Посредством железной дороги в 39 городов России отправлялись керосин, нефть, бензин, мазут, гудрон, солидол и ряд масел — соляровое, моторное, машинное, веретенное. Железная дорога ежегодно закупала у товарищества «БраНобель» 4,9 тыс. т керосина, 650 т нефтяных остатков и 25 т машинного масла. В правление акционерного общества наряду прочими входил организатор железнодорожного дела и один из основоположников паровозостроения в России Александр Бородин.

#### Статистика
| Год                         | 1871 | 1875 | 1880 | 1885 | 1890 | 1895 |
| --------------------------- | ---- | ---- | ---- | ---- | ---- | ---- |
| Паровозов                   | 72   | 77   | 94   | 94   | 94   | 94   |
| Пассажирских вагонов        | 72   | 50   | 85   | 77   | 83   | 70   |
| Грузовых вагонов            | 1567 | 2955 | 3260 | 3265 | 3261 | 3283 |
| Перевезено пассажиров, тыс. | 227  | 257  | 283  | 290  | 301  | 340  |
| Перевезено грузов тыс. т    | 285  | 570  | 586  | 775  | 566  | 744  |
| Валовой доход млн рублей    | 1,70 | 3,09 | 3,14 | 3,26 | 2,76 |      |
| Чистый доход млн рублей     | 0,76 | 1,66 | 1,40 | 1,59 | 1,41 |      |

### Московско-Виндаво-Рыбинская железная дорога
4 июня 1895 года императором Николаем II утверждено первое дополнение к уставу компании: «Обществу Рыбинско — Бологовской железной дороги» была переуступлена Новгородская узкоколейная железная дорога, а также было разрешено продлить линию от Бологого до Пскова. Общество меняет свое название на «Общество Рыбинской железной дороги».
Инициаторами строительства магистрали выступили крупные акционеры Общества. Сторонниками прокладки линии в Псковской губернии выступили князь А. М. Дондуков-Корсаков и граф С. А. Строганов, заинтересованные в постройке железнодорожных веток к своим имениям в Порховском уезде. Вопрос о направлении будущей дороги обсуждало Псковское губернское земство. Выбрали проект ветки Старая Русса — Порхов — Псков, так как на этом участке находились две известные ярмарки — Сорокинская в селе Сорокине Порховского уезда и Ашевская в Новоржевском уезде. Линия Бологое — Валдай — Старая Русса — Псков протяжённостью 375 км была открыта 11 ноября 1897 года, связав ранее построенную линию Рыбинск — Савелино — Бологое c Петербурго-Варшавской и Псково-Рижской железными дорогами.
Для того, чтобы получить средства для развития, общество активно выпускало облигации, номинированные в рублях, германских марках и британских фунтах стерлингов.
21 мая 1897 года императорским указом «Обществу Рыбинской железной дороги» было утверждено третье дополнение к уставу, по которому компания переименовалась в «Общество Московско-Виндаво-Рыбинской железной дороги». При этом было разрешено строительство железнодорожной линии от Москвы до Виндавы, а также от местечка Сокольники до станции Дно и от станции Савелино до Красного Холма. Председателем правления Общества с 1898 года был инженер путей сообщения Николай Степанович Островский. По мере строительства Московско-Виндавская линия вводилась в эксплуатацию постепенно, отдельными участками, и сооружалась как единый ансамбль. Здания и сооружения I и II классов были выполнены каменными, с цементными, бетонными или металлическими перекрытиями. Здания станций III и IV классов были деревянными. У дороги был свой цвет — все гражданские сооружения были окрашены в «зеленовато-серый цвет при темно-оливковых отводах фасок и окаймлений». Характерной чертой Московско-Виндавской линии были низкие платформы.
1 (13) июня 1898 года утверждено четвёртое дополнение к уставу компании: обществу разрешено продлить линию Новосокольники — Дно с одной стороны до Витебска, с другой — до Санкт-Петербурга. 28 ноября 1899 году утверждено пятое дополнение: для строительства линии Санкт-Петербург — Витебск общество приобретает самую первую Российскую Царскосельскую железную дорогу, вложив немало финансовых средств в её реконструкцию, включая перешивку старой шестифутовой колеи (1829 мм) на современную (1524 мм). В 1901 году Обществом был построен обособленный Императорский путь между Санкт-Петербургом и Царским Селом. В 1904 году, с открытием линий Царское Село — Дно и Новосокольники — Витебск, было завершено строительство железной дороги от Санкт-Петербурга до Витебска и был образован первый меридиональный магистральный ход Общества по территории страны. Эта дорога, соединяясь с построенной ранее магистралью Витебск — Жлобин — Одесса, связала столицу Российской империи с южными черноморскими портами. В том же году с вводом в эксплуатацию участка Крейцбург — Митава — Туккум была полностью завершена Московско-Виндавская линия, открывшая прямое сообщение с Виндавой без заезда в Ригу. Эта железная дорога стала вторым широтным магистральным ходом компании по территории страны.
Рыбинским железнодорожным мастерским в 1903 году был присвоен статус Главных железнодорожных мастерских Московско-Виндаво-Рыбинской железной дороги. Кроме Рыбинска, мастерские были в Новосокольниках, Ржеве и крупные в Великих Луках.
Все дороги Общества были связаны в единую сеть: магистраль Рыбинск — Бологое — Псков в Старой Руссе пересекалась с дорогой на Новгород и Чудово, а на станции Дно — с магистралью Санкт-Петербург — Витебск, которая, в свою очередь, на станции Новосокольники пересекалась с линией Москва — Виндава.

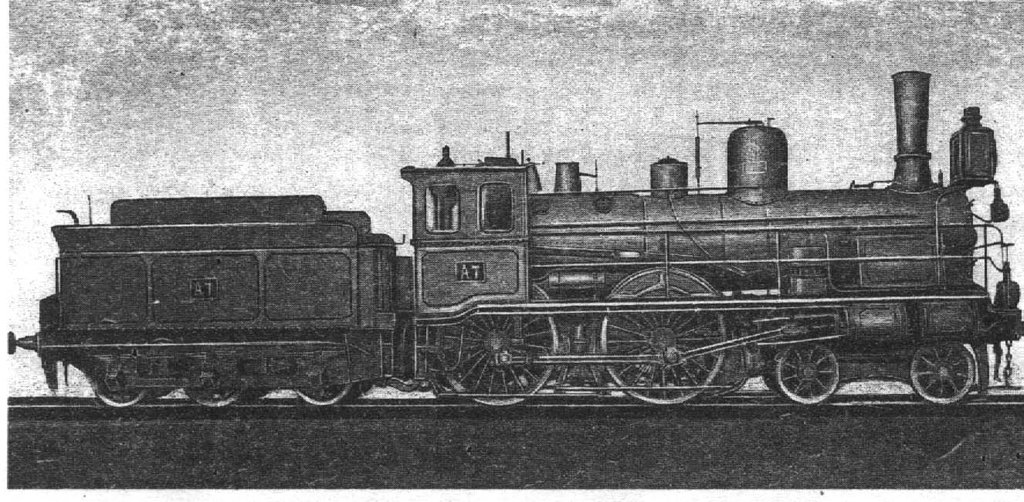
Паровоз типа «2-2-0-П». Эксплуатировался в 1900-х, 1910-х, 1920-х годах на линиях Общества

С открытием этих линий, общество превратилось в одну из крупнейших железнодорожных компаний Российской империи с годовым доходом в миллионы рублей. По данным за 1913 год доходы составили почти 220 млн рублей.
В 1909 году вышел альбом гражданских сооружений этой железной дороги, в котором были представлены история, фотографии, чертежи и расчеты строительства пассажирских вокзалов, пассажирских платформ станций, тоннелей, лифтов, паровозных зданий и мастерских, складов, сторожевых будок, водоемных зданий, почтовых устройств и других объектов. В 1911 году состоялась Царскосельская юбилейная выставка, на которой комплекс железной дороги был выделен в отдельный павильон. На 1909 год дорога[какая?] оставалась одноколейной.
24 апреля 1914 года состоялось заседание Совета министров Российской империи, на котором по совместному предложению министра путей сообщения и управляющего Министерством финансов обсуждался вопрос о «расширении предприятия Общества Московско-Виндаво-Рыбинской железной дороги». Министрам предлагалось «предоставить Обществу Московско-Виндаво-Рыбинской железной дороги соорудить железнодорожную линию от Царского Села до Орла с ветвями к Демянску Белому и Волхову. Общее протяжение этой линии с ветвями — 944 версты. Кроме этой линии, Обществу предполагалось передать сооружение линий Валдай — Луга, протяжением 192 версты, и Смоленск — Юрьев, протяжением в 521 версту.
Магистраль Санкт-Петербург — Орел проходила бы через Петербургскую, Новгородскую, Псковскую, Смоленскую и Орловскую губернии, недостаточно обслуженные железными дорогами, и дала бы соединение портов Балтийского моря с Центральной Россией. Одновременно с этим общество планировало перестроить линию Чудово — Новгород — Шимск — Старая Русса на широкую колею и включить её в состав нового железнодорожного узла. Если бы проекты были реализованы, то Новгород превращался бы в важнейший транспортный центр северо-запада России. Изыскательские работы были проведены Обществом заранее, так как после получения благоприятной резолюции Совета министров были в короткий срок развернуты строительные работы. Начавшаяся в августе 1914 года Первая мировая война затормозила, а потом и вовсе приостановила стройку.
В 1914—1918 годах, во время Первой мировой войны, для увеличения пропускной способности линий Петроградской сети построено 19 разъездов на участке Петроград — Витебск, 4 — на участке Дно — Псков (обеспечивал снабжением Северный фронт) и 12 — на линии Бологое — Дно; проложены дополнительные пути на участках Бологое — Псков, Чудово — Дно; перешита на широкую колею Новгородская узкоколейная железная дорога на участке Чудово — Новгород — Шимск.
Последней линией, построенной акционерным обществом Московско-Виндаво-Рыбинской железной дороги на территории Псковской и Витебской губерний, стала рокадная железная дорога Полоцк — Псков — Гдов — Нарва. На строительство ежедневно выделялось большое количество солдат. Дорога строилась с 1915 по 1917 г.г. для нужд Северного фронта, была разрушена в период Великой Отечественной войны и больше не восстанавливалась из-за нерентабельности.
В 1916 году акционерное «Общество Московско-Виндаво-Рыбинской железной дороги» возобновило строительство магистрали Петроград — Орёл, призванную разгрузить Николаевскую железную дорогу и удешевить снабжение столицы империи углем и хлебом из южных районов страны в условиях войны. Предполагалось также использовать дорогу для перевозки войск. В качестве рабочей силы для строительства использовались австрийские военнопленные. Проект железной дороги Петроград — Орел не был реализован до конца, помешала революция 1917 года и начавшаяся Гражданской война. Магистраль в высокой степени готовности была построена только до Новгорода.
В сентябре 1918 года оставшаяся на территории РСФСР сеть железных дорог национализирована и передана в ведение Народного комиссариата путей сообщения. В 1921 году переименована в Московско-Балтийскую железную дорогу. В 1922 году при объединении с Александровской была образована Московско-Белорусско-Балтийская железная дорога. По состоянию на начало 1991 года основные линии дороги входили в состав Прибалтийской, Северной и Октябрьской железных дорог.

## Основные линии
- Рыбинск — Медведево (Рыбинско — Бологовская железная дорога, 1870), с соединительной ветвью к железной дороге Санкт-Петербург — Москва
- Медведево — Бологое — Псков (Бологое — Псковская железная дорога, 1897)[40][41]
- Санкт-Петербург — Павловск (1837, Царскосельская железная дорога во владении Общества с 1899 г., вошла в состав железной дороги Санкт-Петербург — Витебск)
- Дно — Новосокольники (железная дорога Санкт-Петербург — Витебск, 1901)
- Царское Село — Дно, Новосокольники — Витебск (железная дорога Санкт-Петербург — Витебск, 1904)
- Москва — Крейцбург, Туккум — Виндава (Московско-Виндавская железная дорога, 1901)
- Крейцбург — Туккум (Московско-Виндавская железная дорога, 1904)[42]
- Чудово — Новгород — Старая Русса (1878, Новгородская узкоколейная железная дорога во владении Общества с 1895 года)
- Савелино (Сонково) — Кашин (1898)[43]
- Савелино — Красный Холм (1899)
- Псков — Нарва (линия Псков — Гдов — Нарва, 1915—1916)[44][45]
- Новгород — Батецкая — Луга (1916)[46]

## Инфраструктура

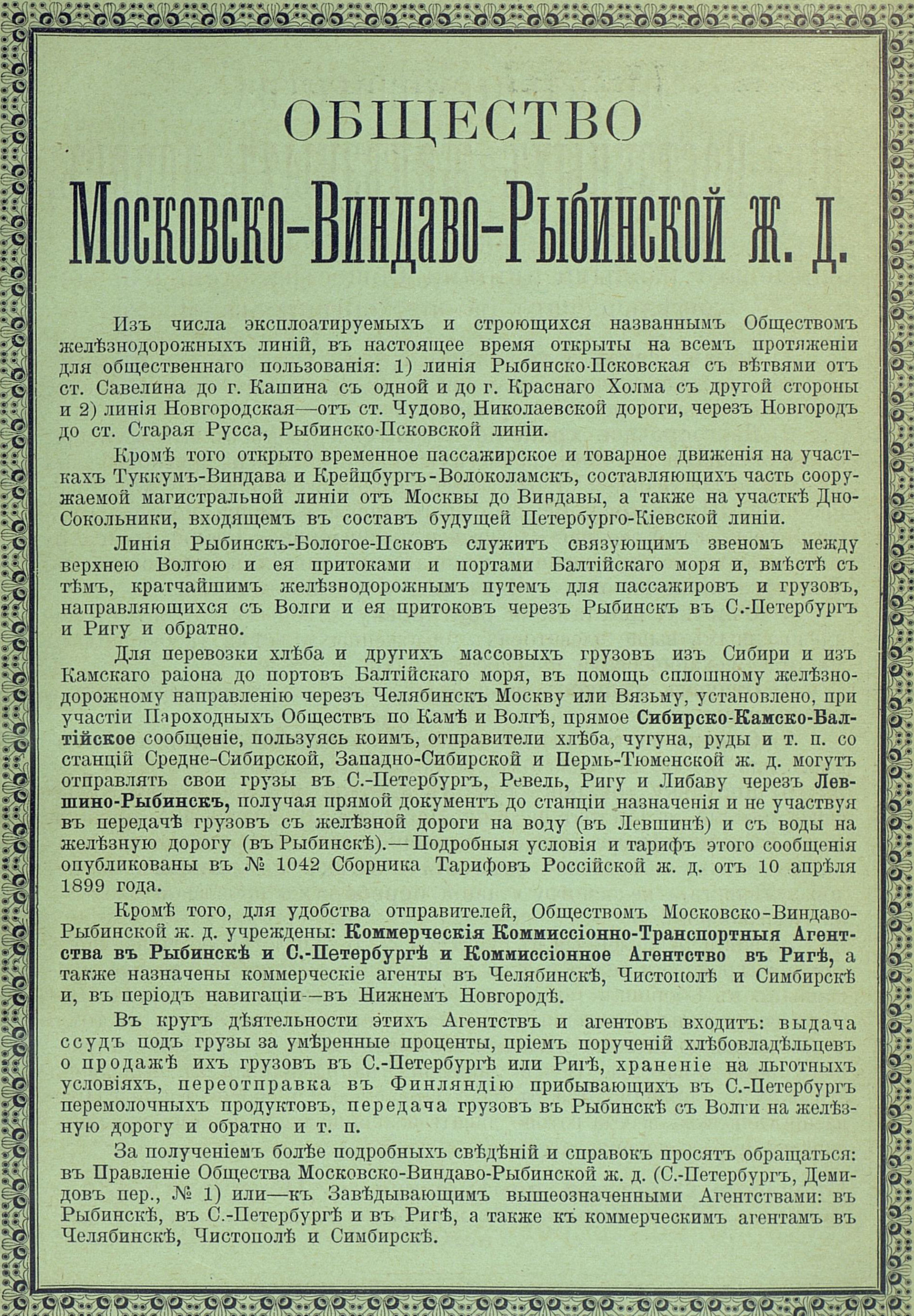
Реклама услуг железной дороги (1901 год)

По данным на 1913 год, протяжённость дороги составляла 2475 вёрст, на дороге было 860 искусственных сооружений (в том числе 692 моста, 49 станций, 13 разъездов, 8 остановочных пунктов, 50 пунктов водоснабжения, 4 железнодорожные мастерские), в состав подвижного состава входили 411 паровозов, 572 пассажирских и 11 490 товарных вагона. Московско-Виндаво-Рыбинская железная дорога так разрослась, что у неё существовали два управления — Московской и Петербургской сетей. Петербургское управление руководило Рыбинско-Псковской, Петербурго-Витебской и Новгородской линиями, а Московское — линией Москва — Виндава.
Проходила дорога по территориям Московской, Ярославской, Тверской, Смоленской, Псковской, Новгородской, Петербургской, Витебской, Лифляндской, Курляндской губерний. Связывала Центр России с Северо-Западом и Прибалтикой, а также районы Сибири и Поволжья с незамерзающим портом Балтийского моря — Виндавой. Обеспечивала пассажирское сообщение и товарное: перевозку и экспорт масла, льна, хлеба, рыбы, горюче-смазочных, лесных строительных материалов и других грузов.
Железной дорогой были построены: Виндавский (Рижский) вокзал в Москве, Рыбинский вокзал (деревянное здание 1870 г. постройки и кирпичное здание 1905 года) и железнодорожные мастерские, пассажирская станция Царское Село, Великокняжеский павильон на станции Царское Село, пассажирская станция Павловск II, Великокняжеский охотничий павильон близ станции Павловск II, Царскосельский (Витебский) вокзал и Императорский павильон в Санкт-Петербурге, 3-й Императорский путь между Санкт-Петербургом и Царским Селом, портовые сооружения в Виндаве (механизированные пристани, амбары, ледник, элеватор), железнодорожные мастерские и училище в Великих Луках, а также вокзалы станций, мосты, школы, больницы, библиотеки и многие другие объекты.

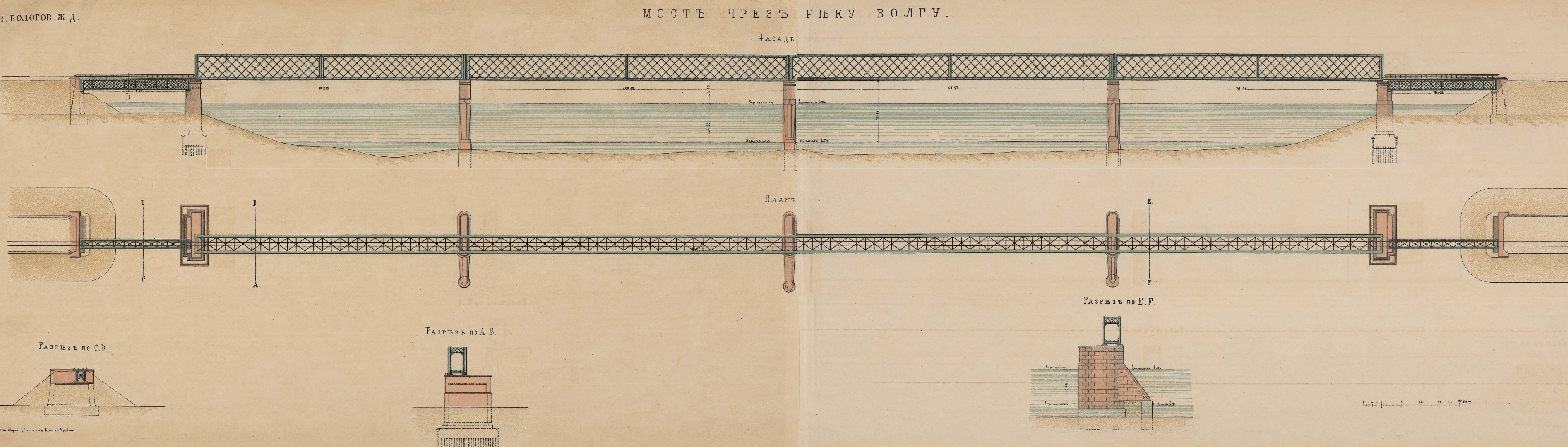
Чертёж моста через Волгу
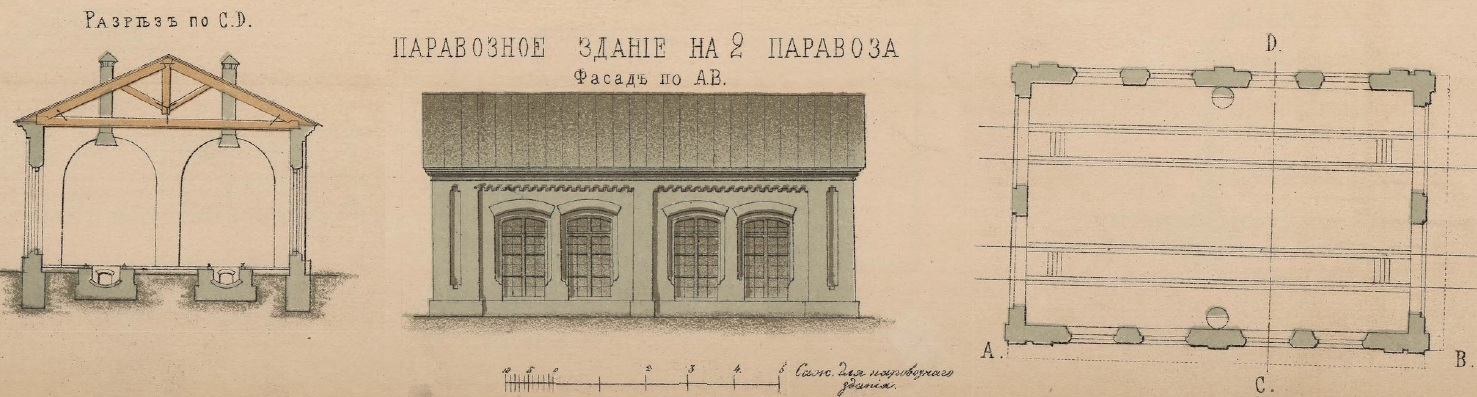
Паровозное депо Рыбинско-Бологовской железной дороги
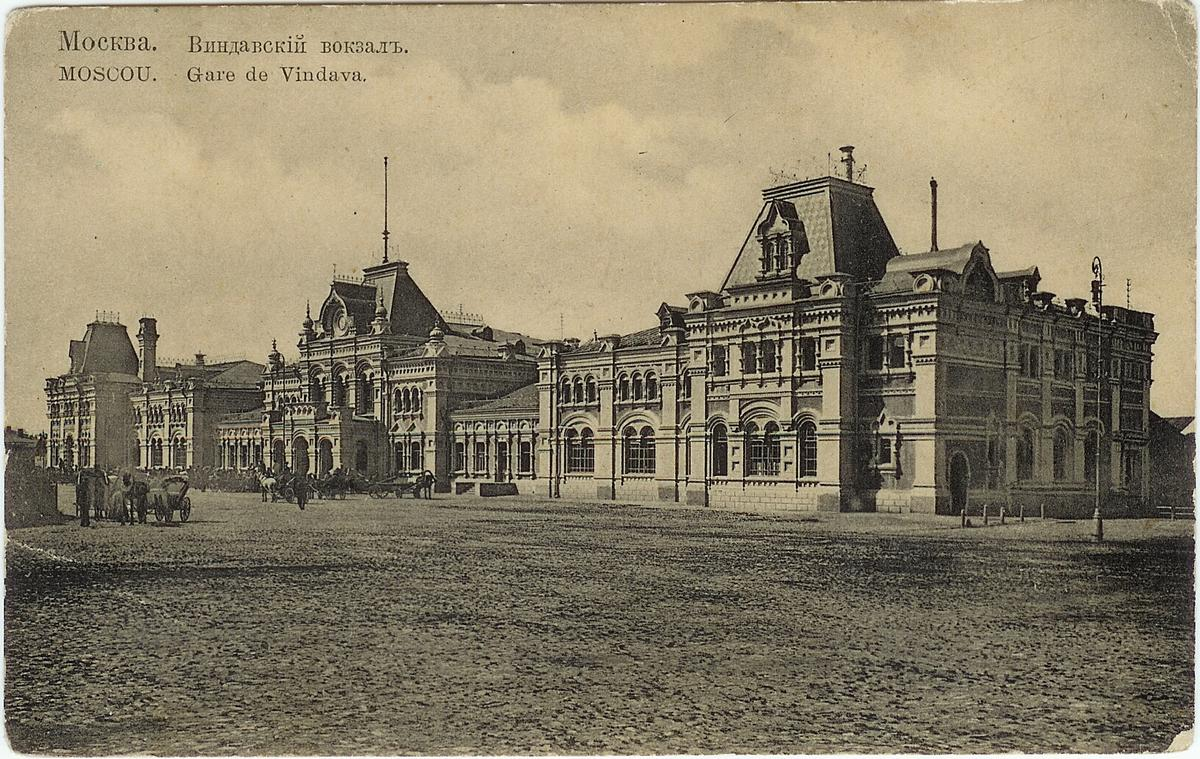
Виндавский вокзал в Москве
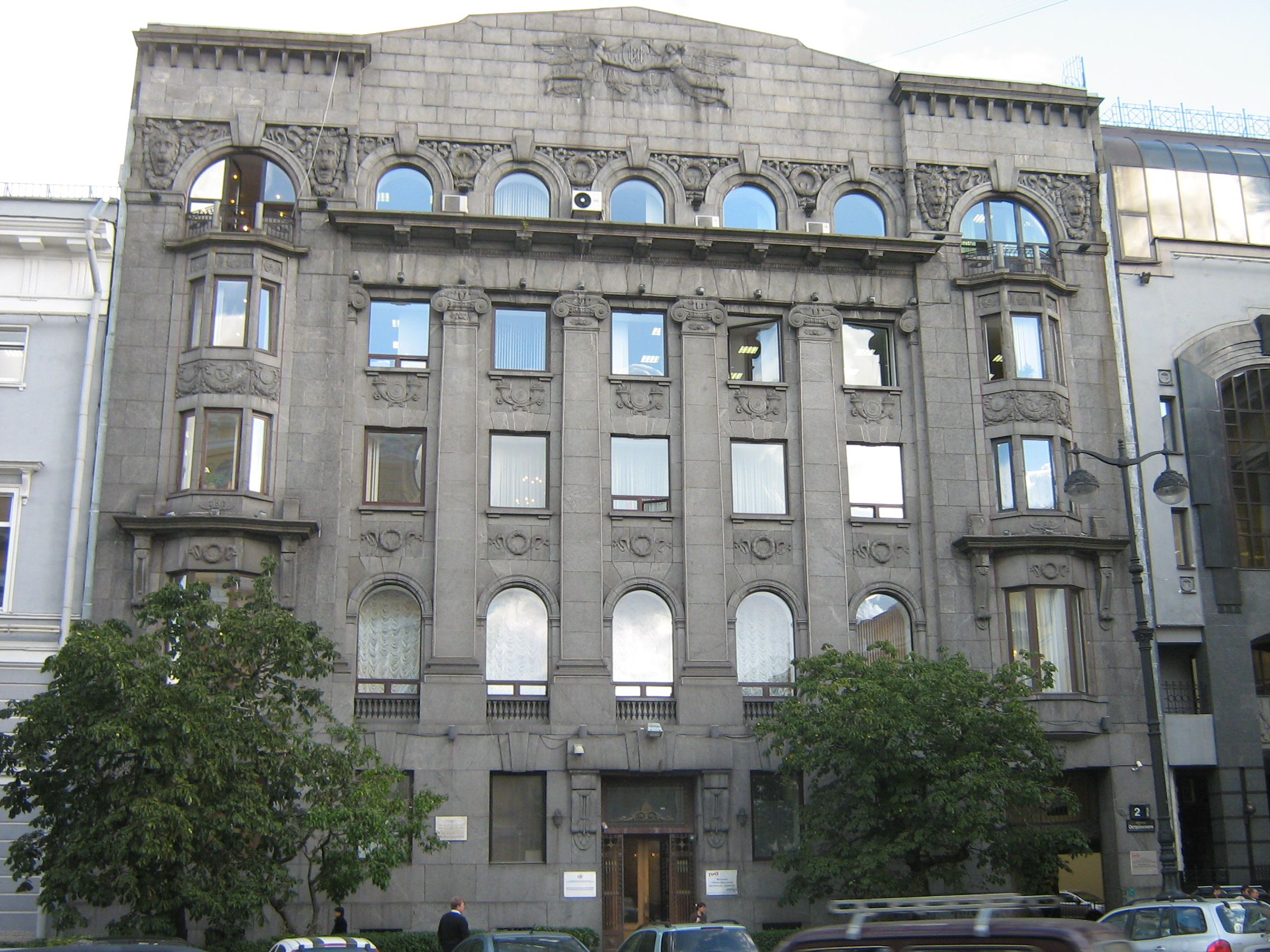
Здание управления М.-В.-Р. ж. д. в Санкт-Петербурге
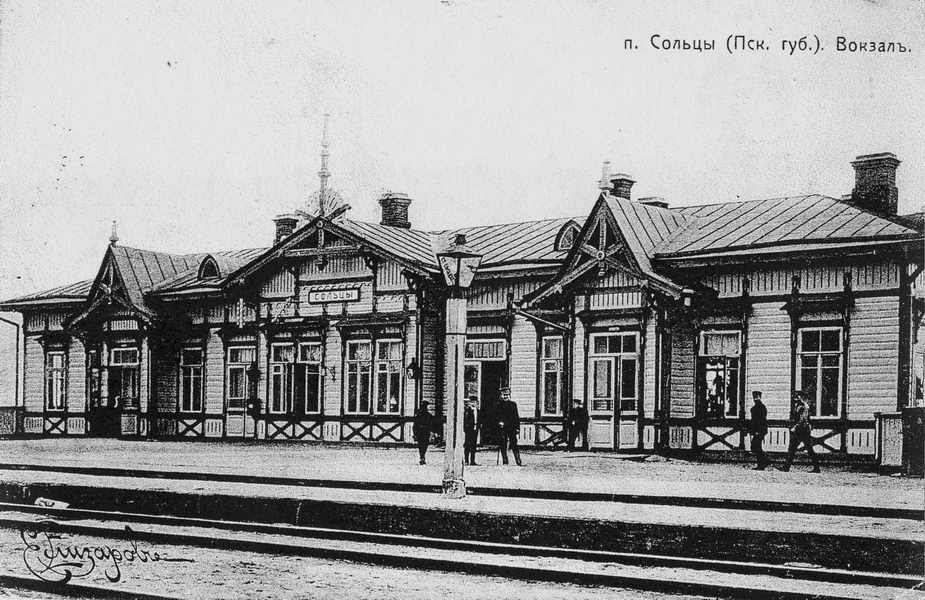
Вокзал станции Сольцы
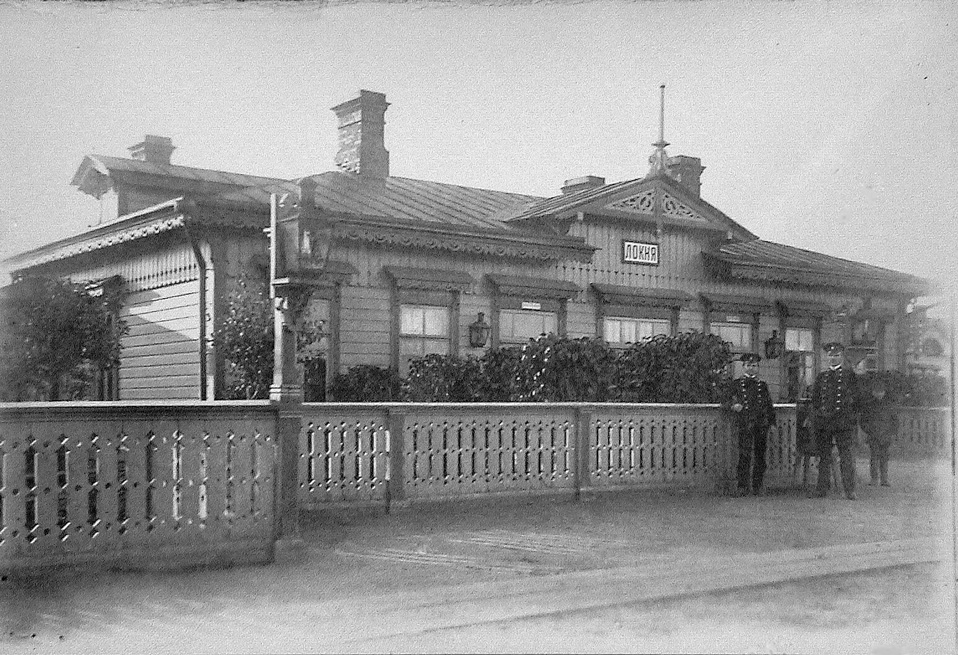
Вокзал станции Локня
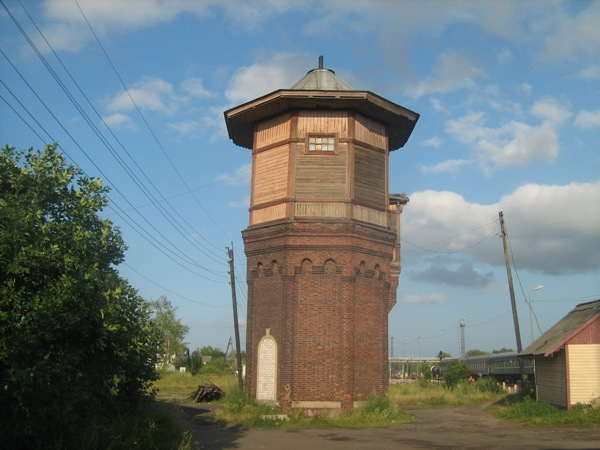
Водонапорная башня, сохранившаяся на станции Сонково
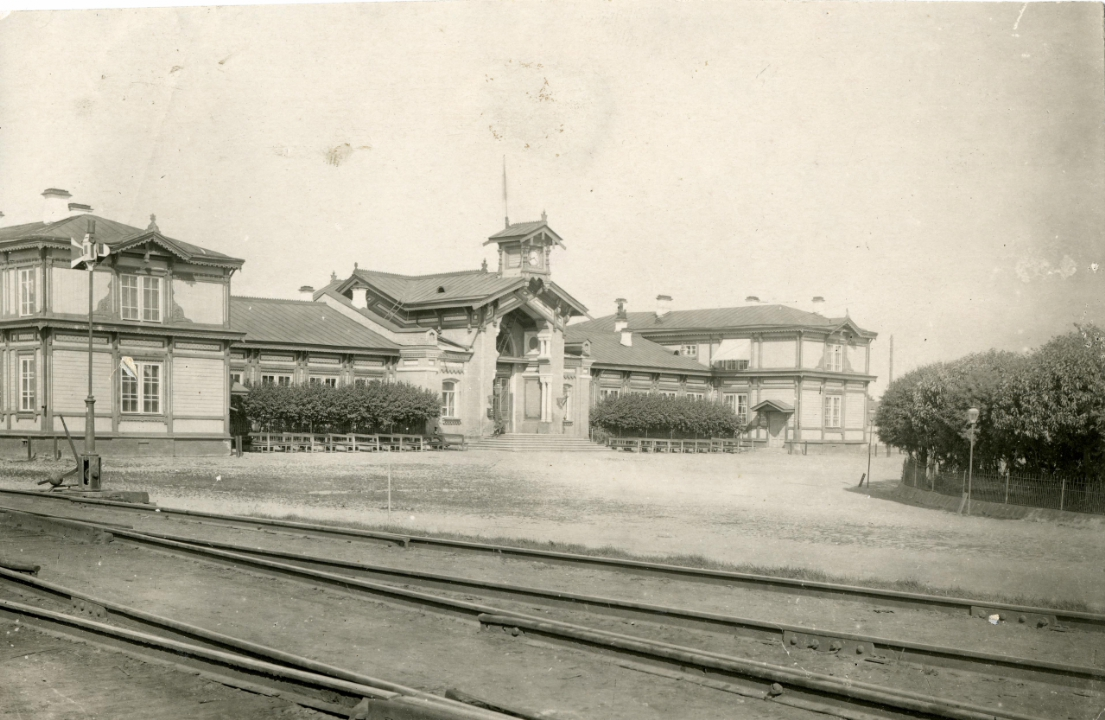
Первое здание вокзала (деревянное) в Рыбинске
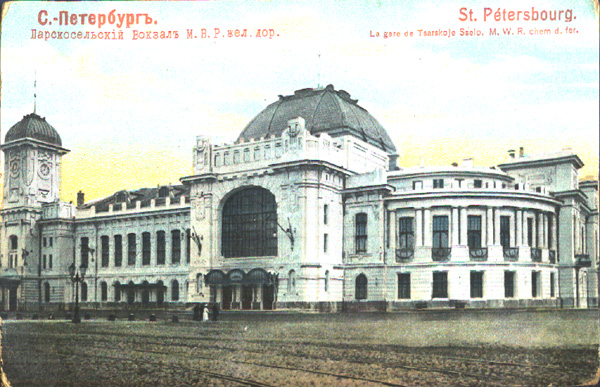
Царскосельский (Витебский) вокзал в Санкт-Петербурге (открытка)
Царскосельский (Витебский) вокзал в Санкт-Петербурге
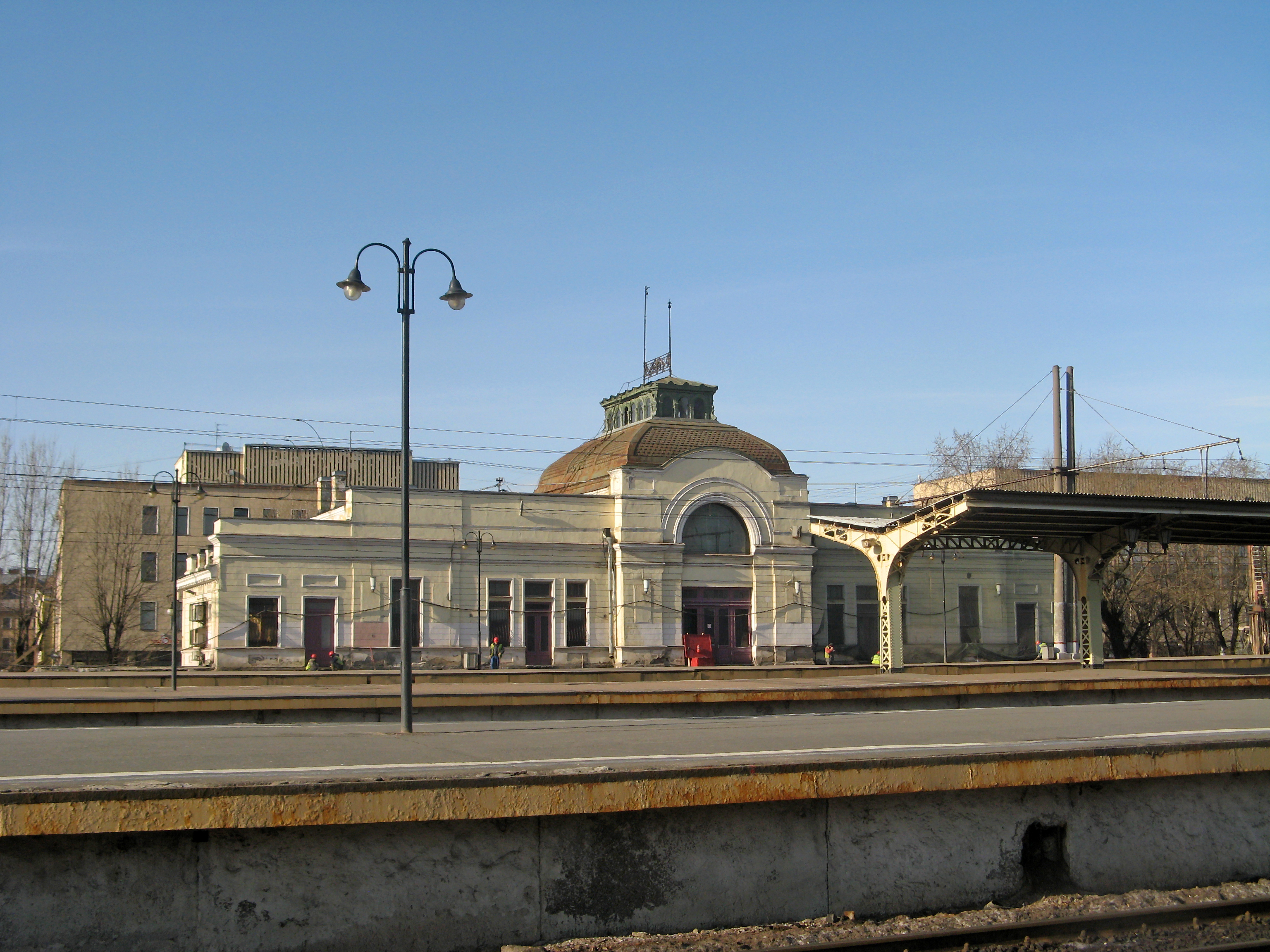
Императорский павильон Витебского вокзала 2017 г.
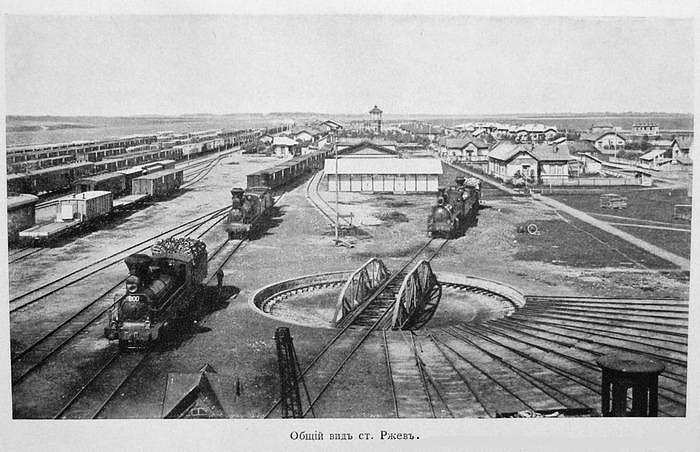
Общий вид ст. Ржев М.-В.-Р. железной дороги в начале XX века
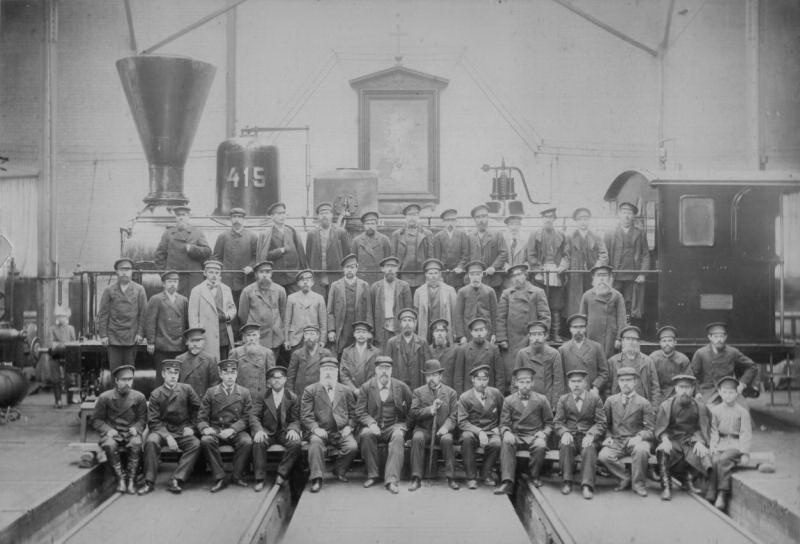
Рабочие и служащие Рыбинских железнодорожных мастерских
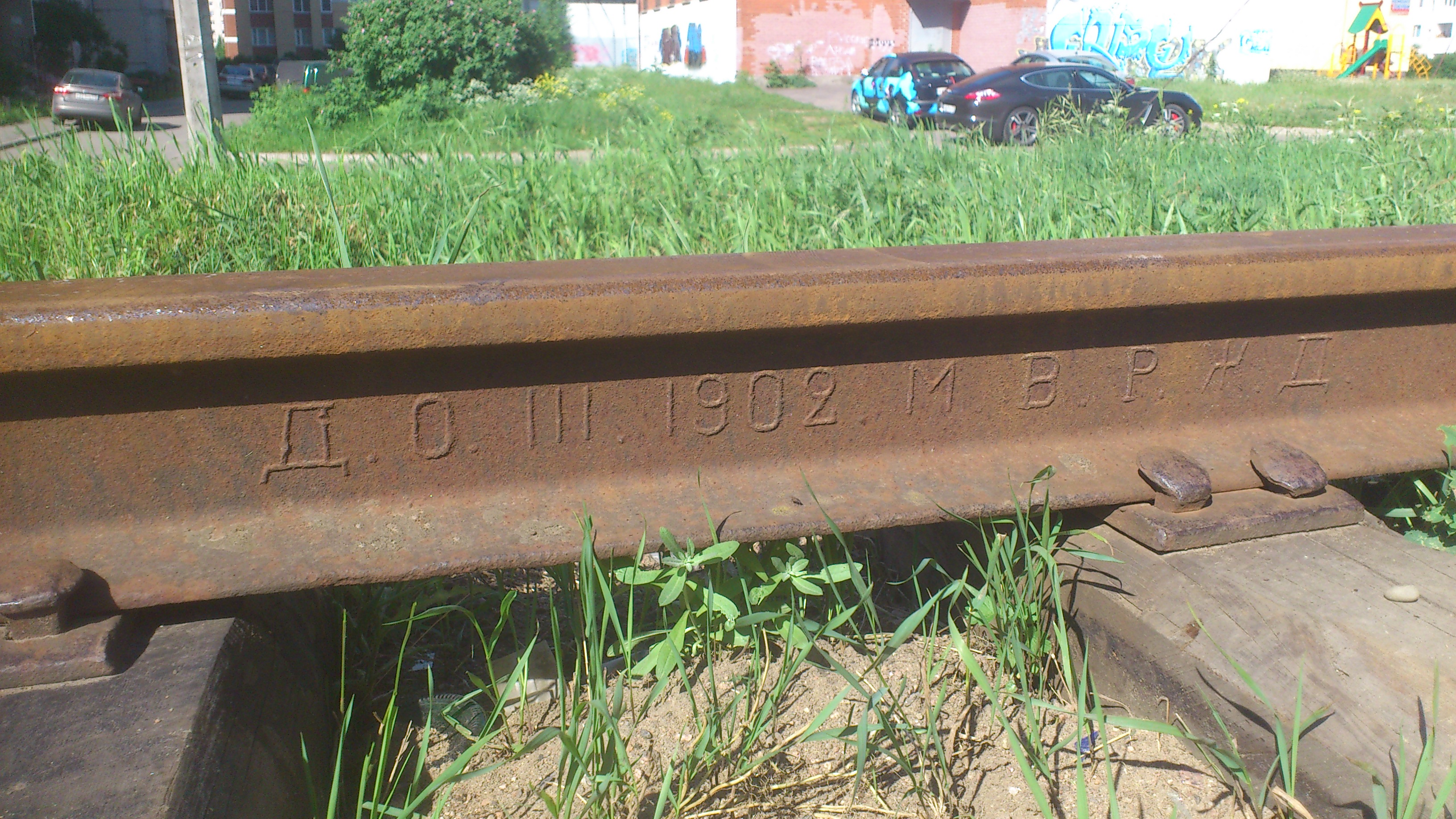
Рельсы М.-В.-Р. железной дороги на путях
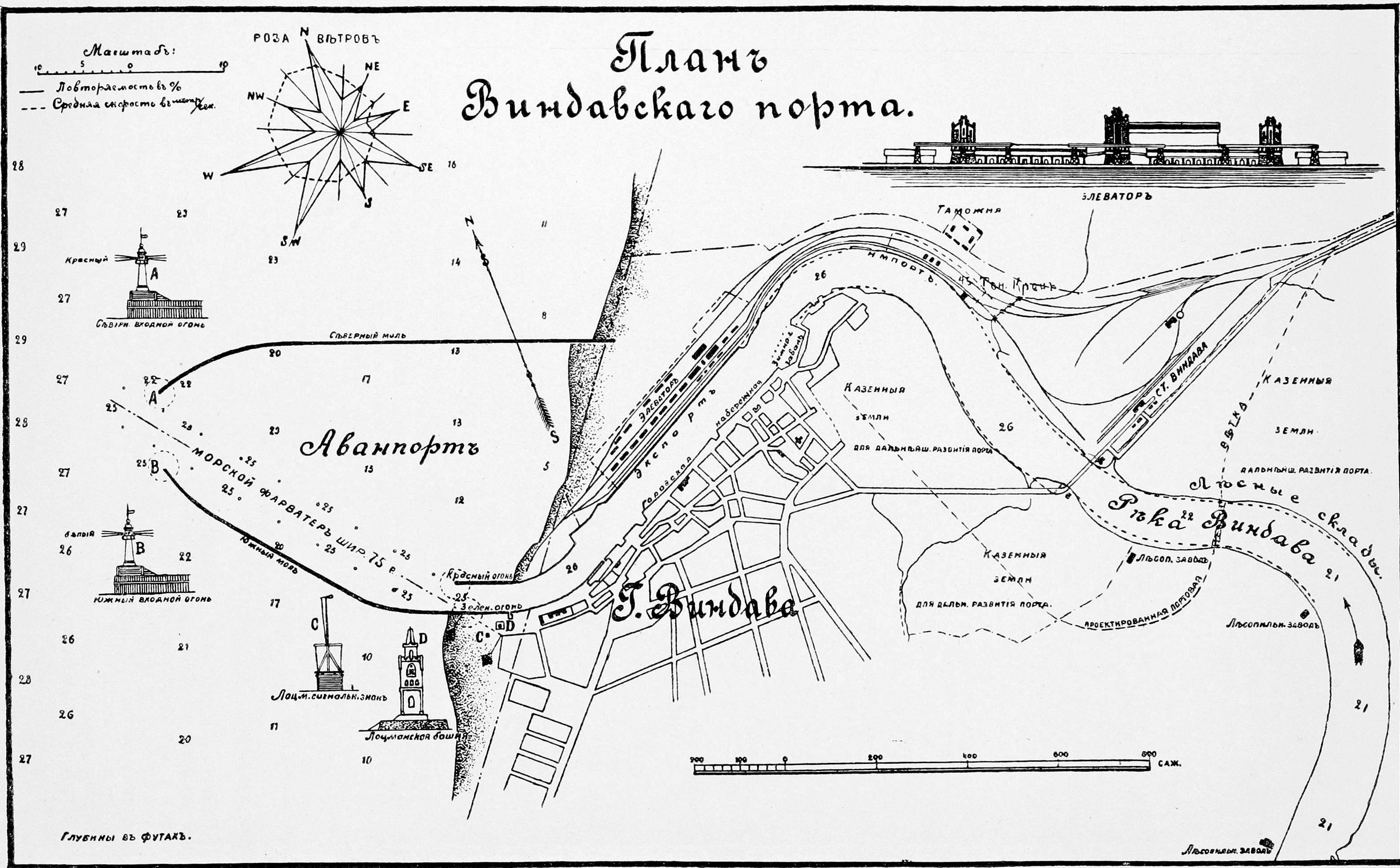
План Виндавского порта
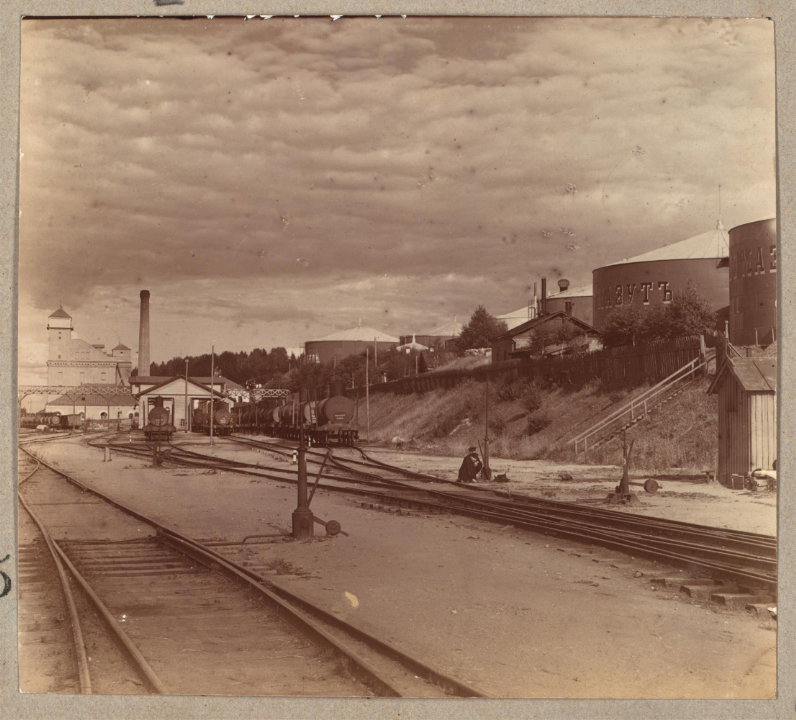
Рыбинск. Железная дорога у нефтяных складов товарищества БраНобель